# Хлорид вольфрама(V)
Хлорид вольфрама(V) — неорганическое соединение, соль металла вольфрама и соляной кислоты с формулой WCl5,
тёмно-зелёные кристаллы,
разлагается в воде.

## Получение
- Разложение хлорида вольфрама(VI) при нагревании:

{\displaystyle {\mathsf {2WCl_{6}\ {\xrightarrow {350^{o}C}}\ 2WCl_{5}+Cl_{2}}}}
- Восстановление хлорида вольфрама(VI) водородом:

{\displaystyle {\mathsf {2WCl_{6}+H_{2}\ {\xrightarrow {400^{o}C}}\ 2WCl_{5}+2HCl}}}

## Физические свойства
Хлорид вольфрама(V) образует тёмно-зелёные кристаллы, плохо растворяется в сероуглероде, гидролизуется в воде.

## Химические свойства
- Окисляется при нагревании на воздухе:

{\displaystyle {\mathsf {2WCl_{5}+O_{2}\ {\xrightarrow {T}}\ 2WOCl_{4}+Cl_{2}}}}
- Реагирует с водой:

{\displaystyle {\mathsf {WCl_{5}+H_{2}O\ {\xrightarrow {}}\ WOCl_{3}+2HCl}}}